# Replay
Replay (jap. リプレイ, Ripurei für engl. „Wiedergabe, Wiederholung“), auch RPG (session) log/transcriptions oder -records (Rollenspielsitzungsaufzeichnungen/-mitschriften), ist die Bezeichnung einer modernen japanischen Literaturgattung, die mit dem Genre der Phantastik eng verbunden ist. Dabei werden Pen-&-Paper-Rollenspielabenteuer im Stil einer Light Novel wiedergegeben: Leichte Lesbarkeit wird durch die Dialoglastigkeit, ein natürliches Merkmal von Pen-&-Paper-Rollenspiel-Mitschriften, sowie durch den geringen Umfang der Absätze – meist lediglich ein bis drei Sätze – erreicht.
Das erste japanische Table-Talk-RPG (TRPG) The Adventures of Simulation Adventure erschien am 1. Mai 1982 im Magazin Tactic (タクテクス).
Als erstes Replay 1985 gilt Nanatsu no Saidan (Sieben Altäre) von OUTBARN als Replay des TRPG Roads to Lord (ローズ・トゥ・ロード, Rōzu tu Rōdo).
Als erstes Replay und Grundlage der Spielwelt des Sword World RPG gilt Record of Lodoss War, das ab 1989 erstmals in drei Teilen eigenständig als RPG Replay Record of Lodoss War (ISBN 978-4044604035) veröffentlicht wurde und seither zahlreiche Manga-, Anime- und Videospiel-Spinoffs hervorgebracht hat. Zuvor war es seit 1986 – wie andere Replays auch – als Serie im japanischen Computerspiele-Magazin Comptiq abgedruckt worden. Zur Sword-World-Spielwelt erschienen seither zahlreiche Replays, im Juli 2007 belief sich ihre Zahl auf 43.
Auch zahlreiche andere Rollenspielsitzungen werden in Japan mitgeschrieben und als Replay kommerziell veröffentlicht. Replays sind dort sogar beliebter als Romane vor dem Hintergrund der Rollenspiel-Spielwelten. Die handelnden Charaktere werden in der Regel nach den klassischen Konzepten von Pen-&-Paper-Rollenspielen und Fantasy-Literatur aufgebaut: Sie arbeiten üblicherweise in Gruppen zusammen und müssen innerhalb eines geschlossenen Abenteuers eine spezifische Aufgabe erfüllen. Dabei werden die besonderen Fähigkeiten der einzelnen Gruppenmitglieder – beispielsweise Krieger, Zauberer oder Heiler – benötigt, um die auftretenden Herausforderungen zu bewältigen. Die Figuren sind häufig klischeehaft gestaltet, in manchen Fällen wurden sie von den Autoren jedoch später mit einer komplexeren Persönlichkeit ausgestattet. Nicht nur japanische Rollenspiele (Japanese RPG/JRPG, Table-Talk-RPG/TRPG), sondern auch übersetzte Spiele wie GURPS, Dungeons and Dragons (das dem ursprünglichen Record of Lodoss War zugrunde liegt) oder Shadowrun werden in Replays verarbeitet.

## Bekannte Publisher
- F.E.A.R. (Far East Amusement Research, Inc.)
- Group SNE
- Suzaku Games
- Enterbrain